# ブリストル ボーフォート
ブリストル ボーフォート
オーストラリアで飛行中のボーフォート
- 用途：雷撃機
- 製造者：ブリストル社
- 運用者

  -  イギリス（艦隊航空隊）
  -  オーストラリア（オーストラリア空軍）
- 初飛行：1938年10月15日
- 生産数：1,121機 (+オーストラリア製700機)
- 運用開始：1939年
- 退役：1944年

ブリストル ボーフォート (Bristol Beaufort) は、第二次世界大戦初期のイギリス空軍とオーストラリア空軍で使用されたブリストル社製の中翼双発の雷撃機である。

## 概要
ボーフォートは、1935年に出された空軍省の仕様に従ってブリストル社で開発された。陸上偵察・雷撃機の要求とアブロ アンソンの代替、そして、仕様ではブリストル パーシュースエンジン (850 hp) を搭載することが要求されていたが、アンダーパワーであることが明白であるため、ブリストル社では独自にエンジンをブリストル トーラス 2 (1,010 hp) に切替えて試作し、試作機は1938年10月に初飛行した。
機体はブリストル ブレニムを基に設計されたが、機体の重量は増加し、乗員も4名に増えている。当初の武装は機関銃が2丁と、胴体内の爆弾倉に爆弾もしくは魚雷1本を搭載できた。量産機では、後に1,130 hpのトーラス 6に換装され、機関銃も増強された。
1939年11月から部隊配備が始まり、1940年4月から戦闘に参加し始めた。1940年から1943年にかけて、北海や大西洋で運用されていたが、性能的に成功した雷撃機とは言い難く、イギリス本国を離れて次第に活動域を地中海や中東へ移した。ドイツ海軍の艦艇攻撃にも参加したが、1944年頃には主に船団攻撃で活躍した。
Mk. IとMk. IIの2型式があり、総生産機数は約1,100機である。他にも計画だけで終わったMk. IIIや1機試作されたMk. IVがある。
オーストラリアでも1939年から約700機が生産された。オーストラリアでは、ロッキード ハドソンに搭載されていたアメリカ製のプラット・アンド・ホイットニー R-1830 ツイン・ワスプ (1,200 hp) の運用経験から、Mk. Vへツイン・ワスプを搭載して生産された。Mk. VA, VI, VIIなどもあるが、最も生産数が多いのは対潜レーダーを装備したMk. VIIIだった。

## 仕様
- 全幅: 17.62 m
- 全長: 13.59 m
- 全高: 3.79 m
- 翼面積: 46.7 m2
- 機体重量: 9,630 kg
- エンジン: ブリストル トーラス 6 空冷14気筒  1,130 hp
- 最大速度: 427 km/h
- 実用上昇限度: 5,030 m
- 航続距離: 2,575 km
- 武装
  - 7.7 mm 機銃 × 4
  - 爆弾 680 kg または 魚雷 1本
- 乗員: 4名

## 登場作品

### ゲーム
『鋼鉄の咆哮 ウォーシップコマンダー』
イギリス型の航空機として登場。大型機としてなのか、同時期の雷撃機に比べ耐久が高い。
『紺碧の艦隊2 ADVANCE』
イギリスの航空機として登場。